# کجارستان
کجارستان (خمین)، روستایی از توابع بخش کمره شهرستان خمین در استان مرکزی ایران است.زبان مردم این روستا ترکی است.

## جمعیت
این روستا در دهستان خرم‌دشت قرار دارد و براساس سرشماری مرکز آمار ایران در سال ۱۳۸۵، جمعیت آن ۲۸۱ نفر (۶۹خانوار) بوده‌است.